# Тернс
Тернс (нід. Teerns) — селище в нідерландській провінції Фрисландія. Входить до муніципалітету Леуварден.
Його площа становить 0,20 км², а населення станом на 2005 рік складало 17 осіб.
Перша згадка про населений пункт датується 1397 роком.